# Arthur Michael Wolfe
- Za ameriškega fotografa in okoljevarstvenika glej Art Wolfe.

Arthur Michael »Art« Wolfe, ameriški astrofizik, * 29. april 1939, Brooklyn, New York, ZDA, † 17. februar 2014, La Jolla, Kalifornija, ZDA.
Wolfe je najbolj znan kot soavtor odkritja Saschs-Wolfejevega pojava. Bil je profesor in predstojnik Središča za astrofiziko in vesoljske znanosti (Center for Astrophysics & Space Sciences, CASS) Univerze Kalifornije v San Diegu. Doktoriral je leta 1967.